# UNAMIR

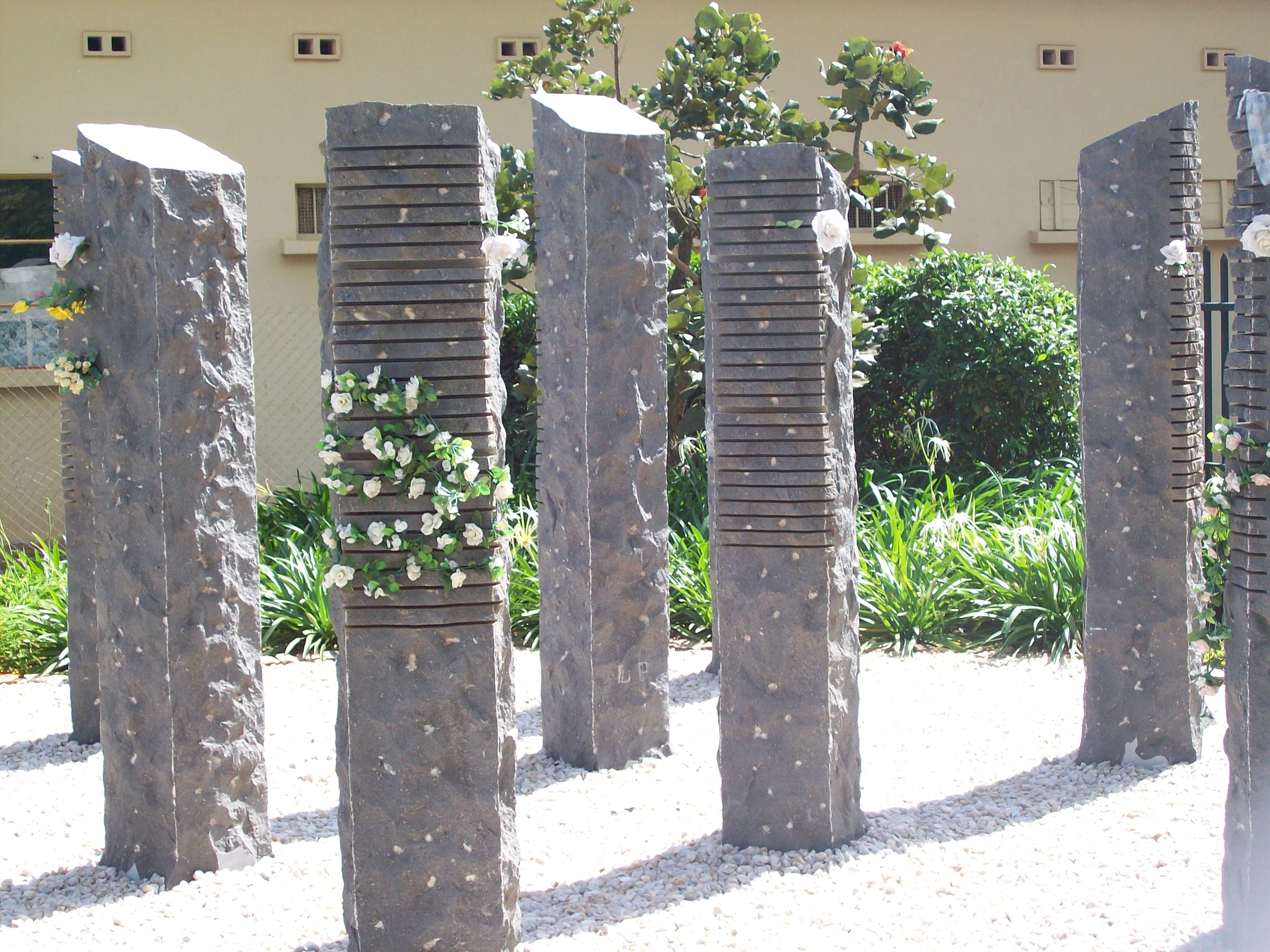
Monument 10 vermoorde Belgische blauwhelmen in Kamp Kigali

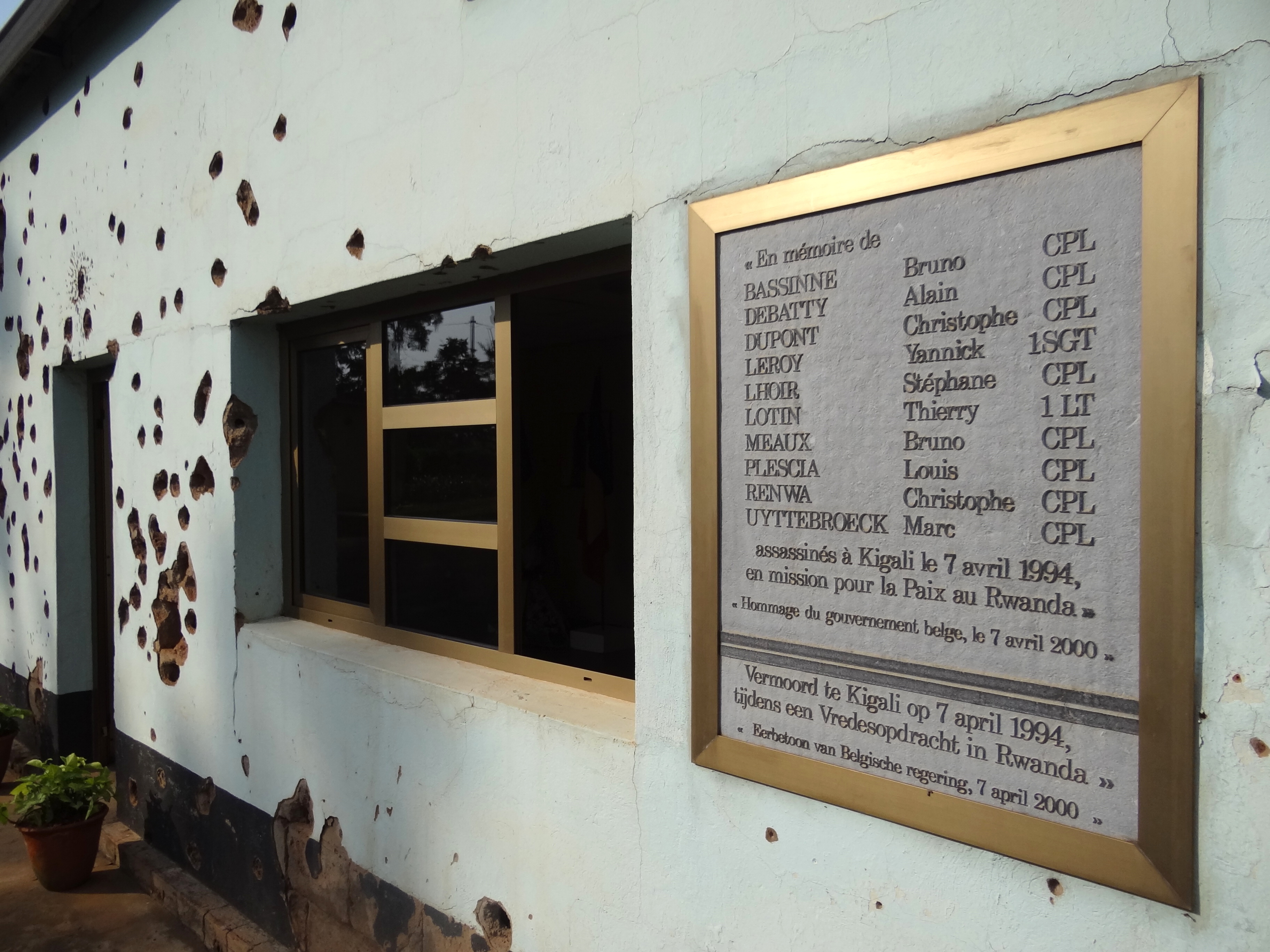
Gedenkplaats 10 vermoorde Belgische blauwhelmen in Kamp Kigali

De United Nations Assistance Mission for Rwanda (Hulpmissie van de VN voor Rwanda), afgekort UNAMIR, was een missie van de Verenigde Naties in Rwanda ter ondersteuning van de implementatie van de Arusha-akkoorden.
De missie duurde van oktober 1993 tot maart 1996 en werd geleid door Jacques-Roger Booh-Booh (Kameroen) van november 1993 tot juni 1994 en Shaharyar M. Khan (Pakistan) van juli 1994 tot maart 1996. De leiders van de vredesmacht waren generaal-majoor Roméo Dallaire (Canada) van oktober 1993 tot augustus 1994, generaal-majoor Guy Tousignant (Canada) van augustus 1994 tot december 1995 en brigadegeneraal Shiva Kumar (India) van december 1995 tot maart 1996.
UNAMIR werd gestart op 5 oktober 1993 op basis van resolutie 872 van de VN-Veiligheidsraad. De missie bestond uit 2548 militairen, van wie een groot deel afkomstig uit België, hoewel Rwanda een Belgische kolonie is geweest en normaal gesproken de voormalige koloniale macht niet deel mag nemen aan vredesoperaties. De Belgische militairen stonden onder leiding van kolonel Luc Marchal.
De missie had te lijden onder gebrek aan interesse van VN-lidstaten en gebrekkige inzet van personeel. Een ander voorbeeld was het gebrek aan APC's en de moeilijkheden om over voldoende voedsel, water en brandstof te beschikken.

## Genocide
In de nacht van 6 op 7 april 1994 werd het vliegtuig waarin de Rwandese president Juvénal Habyarimana zat, neergeschoten bij het vliegveld van Kigali. Dit werd gevolgd door het vermoorden van Tutsi's en gematigde Hutu's door Hutu-extremisten, met hulp van de Rwandese regering.
Dallaire gaf opdracht aan tien Belgische paracommando's om de eerste minister, Agathe Uwilingiyimana, te beschermen bij een verplaatsing van haar woning naar de radio. Mevrouw Agathe wou niet mee en ontsnapte bij haar thuis en werd samen met haar echtgenoot vermoord. De 10 Belgische paracommando's kregen bevel terug te keren naar de compound. Onderweg werden ze echter onderschept en gegijzeld door Hutu-extremisten. Op 7 april 1994 werden de Belgische paracommando's dood gevonden. Ze waren gemarteld en vermoord onder toezicht van majoor Bernard Ntuyahaga. België was kwaad, omdat het vond dat Dallaire zijn paracommando's in gevaar had gebracht. Op 8 april kregen alle eenheden te horen dat 10 Belgen waren gesneuveld. Tussen 9 en 19 april werden alle aanwezige Belgen geëvacueerd (operatie Silver Back) gevolgd door de volledige terugtrekking van alle nog aanwezige paracommando's (operatie Blue Safari).
Aangezien de situatie in Rwanda in hoog tempo verslechterde, vroeg Dallaire om logistieke ondersteuning en 2000 extra mankrachten voor UNAMIR. De Veiligheidsraad van de Verenigde Naties weigerde dit en besloot juist de mankracht van UNAMIR met 260 man te verminderen. Ten gevolge van de Belgische terugtrekking, verplaatste Dallaire de Ghanese, Tunesische en Bengaalse soldaten naar stedelijke gebieden en zette hen in om 'veilige zones' te creëren.
Terwijl de genocide voortduurde, veranderde de VN-Veiligheidsraad van koers en stemde in met de missie UNAMIR-II, bestaande uit 5500 man. Deze manschappen kwamen aan vanaf juni 1994.
De genocide, waarvan nu bekend is dat deze al maanden eraan voorafgaand was georganiseerd, duurde 100 dagen. In die tijd werden 936.000 mensen vermoord en vluchtten twee miljoen mensen. De genocide eindigde toen de Tutsi-partij Rwandees Patriottisch Front (RPF) de controle over Rwanda verkreeg op 18 juli 1994.

## Medaille
Zoals gebruikelijk riep de secretaris-generaal van de Verenigde Naties een van de Medailles voor Vredesmissies van de Verenigde Naties in het leven voor de deelnemers. Deze UNAMIR Medaille wordt aan militairen en politieagenten verleend.